# Jiří Grygar
Jiří Grygar (* 17. března 1936 Heinersdorf, Německo, dnes Dziewiętlice, Polsko) je slezský astronom a astrofyzik, popularizátor vědy v oblasti astronomie, astrofyziky a vztahu vědy a víry, držitel několika ocenění. Je znám též jako dlouholetý člen Českého klubu skeptiků Sisyfos a jako člen a bývalý viceprezident Evropské rady skeptických organizací. Je členem Učené společnosti ČR, v letech 2004–2008 byl jejím předsedou.

## Život
Narodil se 17. března 1936 u československých hranic ve slezském Heinersdorfu (česky Pruský Jindřichov), tehdy součásti Německa (od roku 1945 polské Dziewiętlice) v rodině československého celníka Josefa Grygara. V mládí býval skautem v oddíle v brněnských Černých Polích, do oddílu chodil i po přestěhování do Opavy. Absolvoval jedenáctiletku v brněnských Husovicích, kde odmaturoval v roce 1954. Mezi lety 1954 a 1957 studoval fyziku na Přírodovědecké fakultě Masarykovy univerzity (studium nedokončil), v letech 1957–1959 vystudoval na Matematicko-fyzikální fakultě Univerzity Karlovy astronomii. Roku 1963 získal v Astronomickém ústavu Československé akademie věd hodnost kandidáta věd, o čtyři roky později na Matematicko-fyzikální fakultě UK titul RNDr.
Od roku 1959 je členem Československé, resp. České astronomické společnosti, v letech 1992–1998 byl jejím předsedou.
Po vystudování astronomie pracoval až do roku 1980 v Astronomickém ústavu ČSAV, od té doby působí ve Fyzikálním ústavu Československé akademie věd / Akademie věd České republiky.
Má tři děti, z nichž nejmladší je Lukáš Grygar, překladatel, publicista, hudebník a bývalý herní novinář.

## Vědecká a popularizační činnost
Jiří Grygar působí v Oddělení astročásticové fyziky Fyzikálního ústavu AV ČR. Celý život se věnuje také popularizaci astronomie a příbuzných oborů fyziky. Publikoval více než dvě stě odborných prací (předmětem jeho výzkumu jsou fotometrie a spektroskopie hvězd, meziplanetární hmota a astročásticová fyzika) a řadu populárně-naučných publikací. Je autorem, spoluautorem a přispěvatelem mnoha rozhlasových a televizních vzdělávacích pořadů a autorem příspěvků v časopisech, novinách či na internetu.
Od roku 1966 každý rok sestavuje přehled nejdůležitějších astronomických objevů uplynulého roku pod názvem Žeň objevů, který prezentuje na přednáškách a poté zveřejňuje tiskem (nejprve v časopise Říše hvězd, později v časopise Kozmos a od roku 2003 v časopise Astropis). V roce 2024 vydal autobiografii Dvě století v životě pozorovatele.

### Členství a předsednictví vorganizacích
V letech 2008–2010 byl místopředsedou Učené společnosti ČR (v letech 2004–2008 byl jejím předsedou), v letech 2001–2010 viceprezidentem Evropské rady skeptických organizací (ECSO) a je členem čestné rady České křesťanské akademie (sekce přírodních a technických věd), členem výboru Českého klubu skeptiků Sisyfos a polním hejtmanem Spanilé jízdy Ebicykl. Byl také předsedou Českého organizačního výboru Mezinárodního roku astronomie 2009.
Mimoto byl členem pastorační rady farnosti Stětí sv. Jana Křtitele v Praze–Hostivaři (2006–2012).
V letech 1991–1993 byl předsedou Vědecké rady Grantové agentury ČSAV/AV ČR a v letech 1992–1997 předsedou Rady České televize. V letech 1992–1998 byl předsedou České astronomické společnosti.
V průběhu XXVI. Mezinárodního astronomického kongresu v Praze (2006) byl šéfredaktorem kongresových novin Dissertatio cum Nuncio Sidereo III. Podobnou funkci vykonával také během XIII. Mezinárodního astronomického kongresu, konaného rovněž v Praze (1967).

## Ocenění

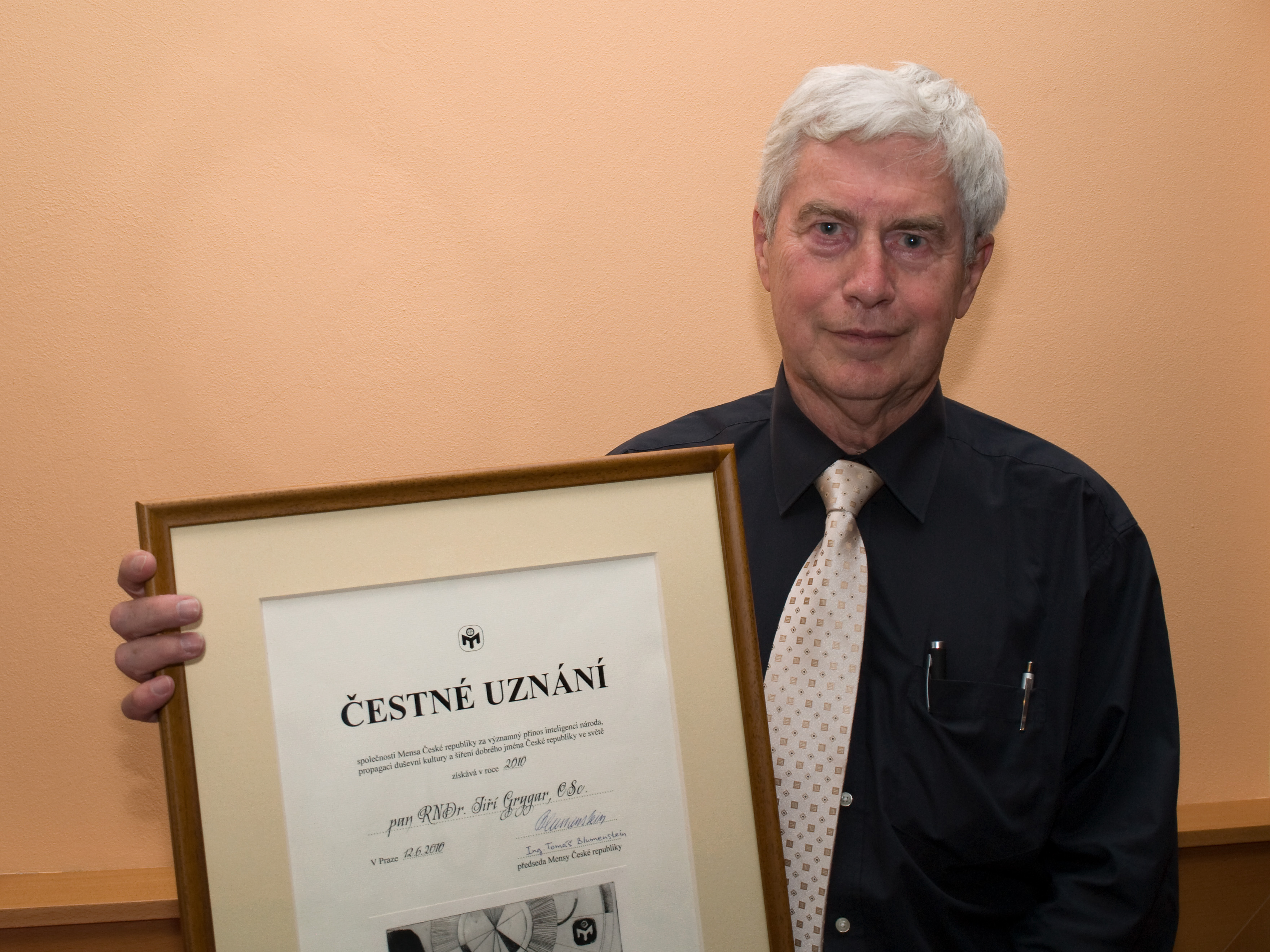
Jiří Grygar s nově udělovaným Čestným uznáním Mensy ČR

Za svoji vědeckou a především popularizační činnost získal mnoho cen. V roce 2011 získal nejvyšší ocenění České astronomické společnosti Cenu Františka Nušla a o rok později obdržel Medaili Učené společnosti České republiky za „přínos české i mezinárodní astronomii a obecné vědě a jejímu šíření“.
V roce 1996 získal Jiří Grygar cenu UNESCO Kalinga „za přínos k interpretaci úlohy vědy při službě společnosti, obohacování jejího kulturního dědictví a řešení problémů lidstva“..
Byla po něm pojmenována planetka (3336) Grygar objevená 26. října 1971. Je čestným předsedou České astronomické společnosti.
V roce 2009 mu měla být udělena Cena předsedy Rady pro výzkum, vývoj a inovace, která je součástí projektu Česká hlava, spojená s finanční odměnou 500 000 Kč. Grygar ji však odmítl přijmout, což zdůvodnil slovy: „Ta cena nese jméno Rady vlády pro výzkum, vývoj a inovace, která od července letošního roku soustavně poškozuje zájmy a dobré jméno Akademie věd České republiky, ve které pracuji. To je cena, kterou prostě nemohu přijmout.“
Roku 2012 mu byla udělena Medaile skautské vděčnosti.
V roce 2016 byl na seznamu osob, které doporučoval Parlament České republiky k udělení státního vyznamenání prezidentem Milošem Zemanem. Jiří Grygar byl následně ze seznamu taktéž na vlastní žádost vyřazen.
Při příležitosti 80. narozenin dostal Zlatou medaili Masarykovy univerzity za jeho celoživotní práci ve vědě i mimo ni.
V roce 2023 obdržel medaili Za zásluhy I. stupně od prezidenta Petra Pavla.
V roce 2024 pak dostal Pamětní kříž Společnosti Milana Rastislava Štefánika za „trvalou podporu povědomí o M. R. Štefánikovi a za česko-slovenské propojování“.

## Jiří Grygar o vztahu vědy, víry a skepticismu
Jiří Grygar se hlásí ke křesťanské víře. Svůj pohled na vztah vědy a víry vyjádřil mimo jiné v knize O vědě a víře (2001). Zastává názor, že mezi vírou a vědou nemohou vznikat rozpory, a že rozpory naopak zákonitě vznikají mezi vědou a pavědou a mezi náboženskou vírou a pověrami. Svůj názor na zázraky popisované v Bibli vyjádřil několikrát. Připouští, že zázraky na přímluvu svatých a schopnost apoštolů dělat zázraky nemusí být v rozporu s přírodními zákony, a může jít jen o vzácné jevy, které se pro svou vzácnost jeví nadpřirozené.
Zázrak vznikl jako slovo, že je to něco, co je za naším zrakem, to znamená, že je to schováno za naším zrakem, který nás může oklamat. A tady vidíme, že ty věci, které jsou v Bibli líčeny jako zázraky, tak nemusí být vůbec v rozporu s fyzikálními zákony, my nevíme, my jsme u toho nebyli, takže my můžeme buď věřit, nebo nevěřit těm lidem, kteří to napsali (…) my to neumíme vysvětlit současnou vědou, ale my neumíme vysvětlit i spoustu věcí v čisté vědě. Nakonec, věda spočívá v tom, že pokaždé, když udělá nějaký objev, tak současně najde tři otázky, na které neumí odpovědět, takže ta věda se vlastně vzdaluje tomu ideálu, že by jednou věděla všechno.
Jiří Grygar v Hyde Parku Civilizace
Barbora Tachecí (otázka): „Turínské plátno, krvavá stigmata, neposkvrněné početí, zmrtvýchvstání, nanebevzetí, zázraky svatých… To vše nemáte problém přijmout?“

Jiří Grygar (odpověď): „Nemám. Od té doby, co byla vynalezena kvantová mechanika, tak znám zázraky, proti kterým ty vámi jmenované vypadají docela jednoduše. Jen si zkuste představit, že třeba jeden foton může projít dvěma dírami současně.“ 
 rozhovor Jiřího Grygara s Barborou Tachecí

## Politické postoje

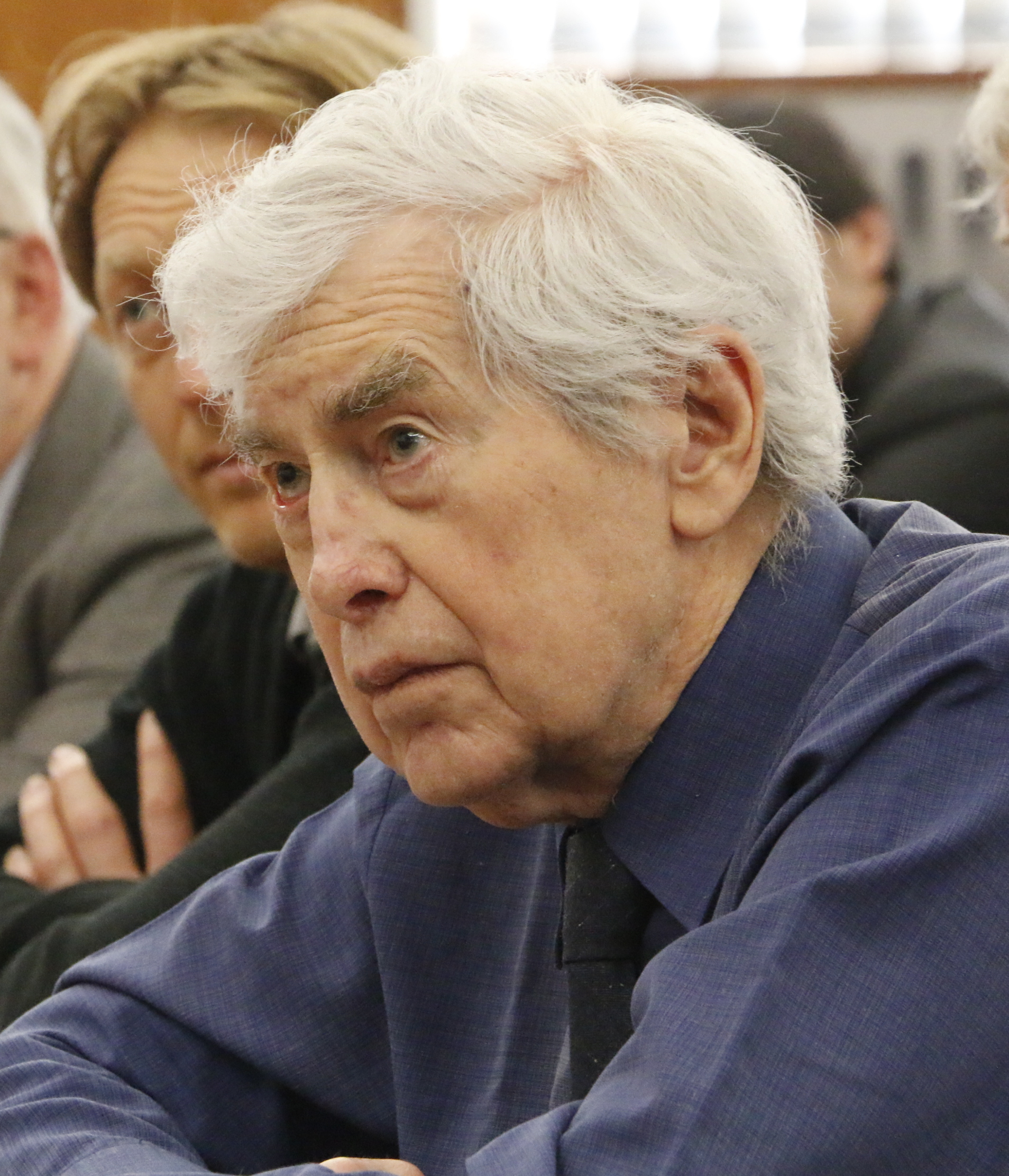
Jiří Grygar v roce 2023

V lednu 2015 Grygar uvedl, že primární vina za anexi Krymu a za válku na východní Ukrajině leží „na ruské vládě a parlamentu, kdo obě agrese rozpoutal, ale i na většině ruské veřejnosti, která s těmito mezinárodními zločiny nadšeně souhlasí. Sekundárně však leží vina i na mezinárodním společenství, především OSN, Evropská unie a USA, že se v mezidobí od agrese na Kavkaze nedokázaly rozhoupat k dostatečné tvrdé reakci na ruské hraní s ohněm.“
V srpnu 2015 Grygar podepsal výzvu Vědci proti strachu a lhostejnosti, která reagovala na protiimigrační a protimuslimské nálady v české společnosti.
Během voleb do Poslanecké sněmovny Parlamentu České republiky v roce 2017 podpořil bývalého ministra kultury Daniela Hermana.
V přímé volbě prezidenta České republiky v roce 2018 podporoval Jiřího Drahoše. Grygar navíc zkritizoval podobu veřejné debaty před volbami, důraz kladený na téma imigrace označil za iracionální.

## Tvorba

### Televizní pořady
- Okná vesmíru dokorán (Okna vesmíru dokořán; seriál bratislavského studia Československé televize, scénář: Vladimír Železný, režie: Milan Vacho, Anton Majerčík, Juraj Lihosit)
- Vesmírne laboratórium (seriál košického studia Slovenské televize, scénář: František Franko, režie: Jaroslav Kerner)
- Zlaté století astronomie (program České televize, scénář: Zdenek Pokorný, režie: Anton Majerčík)
- 2008: Vzkaz Jiřího Grygara, 25 min.
- 2007–2013: Hlubinami vesmíru (Žeň objevů) (seriál TV Noe, Ostrava; scénář a moderace: Jindřich Suchánek; režie Leoš Ryška)

### Knihy
- Vesmír je náš svět (1973)
- V hlubinách vesmíru (1975)
- Sejdeme se v nekonečnu (1979)
- Vesmír (1983) – se Z. Horským a P. Mayerem
- Okna vesmíru dokořán (1989) – s Vladimírem Železným, ISBN 80-206-0126-0
- Vesmírná zastavení (1990)
- Velký třesk a Bible (1991, 1997)
- Země ve Vesmíru (1992) – s L. Kalašovou, ISBN 80-00-00256-6
- Věda, víra, vesmír (1996)
- Vesmír, jaký je (1997), ISBN 80-204-0637-9
- Čtyřicet let rozvoje astronomie (1999), ISBN 80-86303-03-9
- O vědě a víře (2001), ISBN 978-80-7192-535-4. Dostupné online
- Trialog o životě ve vesmíru (2001) – se S. Ramešovou a M. Grünem, ISBN 80-7281-074-X
- Žeň objevů 2001 (2003), ISBN 80-903117-5-X
- Trialog o mimozemšťanech (2006) – se S. Ramešovou a M. Grünem, ISBN 80-7185-566-9
- Na kole ke hvězdám (2011) – s kolektivem Ebicyklu, ISBN 978-80-87193-17-4
- Takto sa ma nikto nepýtal : rozhovory so Štefanom Hríbom o hmote, vesmíre a človeku (2016), ISBN 978-80-89879-02-1
- Takto se mě nikdo neptal : rozhovory se Štefanem Hríbem o hmotě, vesmíru a člověku (2016), ISBN 978-80-89879-03-8
- Dvě století v životě pozorovatele (2024) – autobiografie, ISBN 978-80-200-3546-2

Autor a překladatel knih pro děti a mládež:
- Země ve vesmíru (s Libuší Kalašovou; Praha: Albatros, 1992)
- Sejdeme se v nekonečnu : o planetách, hvězdách, černých dírách a také o velkém třesku (Praha: Albatros, 1979, 2. vyd. 1980)
- V hlubinách vesmíru : o hvězdách a hvězdářích : pro děti od 12 let (Praha: Albatros, 1975, 1977)
- překlad z angl.: Pozvánka do vesmíru : pro čtenáře od 12 let (autor: BEAZLEY, Mitchell; Praha: Albatros, 1985)